# Marianne Dickerson
Marianne Dickerson, ameriška atletinja, * 14. november 1960, St. Joseph, Illinois, ZDA, † 14. oktober 2015.
Ni nastopila na poletnih olimpijskih igrah. Na svetovnih prvenstvih je osvojila srebrno medaljo v maratonu leta 1987. 